# 青春郡
青春郡是越南首都河內市下轄的一個郡。

## 地理
青春郡东接二徵夫人郡，西接南慈廉郡，西南接河东郡，南接黄梅郡和青池县，北接纸桥郡和栋多郡。

## 历史
1996年11月22日，以栋多郡上亭坊、青春北坊、青春坊、金江坊、芳烈坊5坊及阮廌坊、姜上坊2坊部分区域和慈廉县仁政社、青池县姜亭社析置青春郡；青春坊更名为青春中坊，青春北坊析置青春南坊，姜上坊部分区域设立姜枚坊，阮廌坊部分区域设立姜中坊，姜亭社分设为姜亭坊和下亭坊，仁政社改制为仁政坊。
2024年11月14日，越南国会常务委员会通过决议，自2025年1月1日起，青春南坊并入青春北坊，金江坊并入下亭坊。

## 行政區劃
青春郡下轄9坊，郡人民委员会位于青春北坊。
- 下亭坊（Phường Hạ Đình）
- 姜亭坊（Phường Khương Đình）
- 姜枚坊（Phường Khương Mai）
- 姜中坊（Phường Khương Trung）
- 仁政坊（Phường Nhân Chính）
- 芳烈坊（Phường Phương Liệt）
- 青春北坊（Phường Thanh Xuân Bắc）
- 青春中坊（Phường Thanh Xuân Trung）
- 上亭坊（Phường Thượng Đình）

## 交通
- 河內都市鐵路2A號線（已於2021年11月6日通車[3][4]）
  - 上亭站 - 三環路站